# Foreste decidue dei monti Qin Ling
Le Foreste decidue dei monti Qin Ling sono una ecoregione terrestre della ecozona paleartica appartenente al bioma delle foreste di latifoglie e foreste miste temperate (codice ecoregione: PA0434) che si sviluppa per circa 123.300 km² lungo i monti Qin Ling nella Cina centrale. Forma, insieme alle Foreste di latifoglie sempreverdi del bacino del Sichuan e alle Foreste sempreverdi dei monti Daba, la regione denominata foreste temperate della Cina sudoccidentale, inclusa nella lista Global 200.
Lo stato di conservazione è in pericolo critico.

## Territorio
Il territorio della ecoregione si sviluppa per 123.300 km² lungo le pendici dei monti Qin, tra il fiume Wei a nord e il fiume Han a sud. Queste montagne, che raggiungono una altitudime massima di poco superiore ai 3700 metri s.l.m., costituiscono il limite settentrionale dei monti che separano il bacino del Sichuan a sud dalle steppe e dalle pianure della Cina settentrionale a nord. Poiché si trovano a nord, essi sono soggetti a venti forti e freddi d'inverno sui pendii settentrionali e pioggia e caldo sulle pendici meridionali. Le temperature invernali sono di circa 13 °C, quindi, a parità di altitudine, sono più fresche rispetto a quelle dei monti Daba sul lato sud della barriera. La precipitazione annua è tra circa 850 a 950 millimetri, anche se si scende a 700 mm in alcune zone.

## Flora
La foresta dei monti Qin è meglio conservata di quella delle regioni adiacenti.
Alle basse altitudini i contrafforti sono dominati da alberi decidui temperati: querce (Quercus acutissima, Quercus variabilis), olmi (Ulmus spp.), noci (Juglans regia), aceri (Acer spp.), frassini (Fraxinus spp.) e Celtis spp. Le specie sempreverdi di questi boschi comprendono sia alberi di latifoglie (Castanopsis sclerophylla, Cyclobalanopsis glauca) che di conifere, come il pino rosso cinese (Pinus massoniana).
Alle altezze medie, conifere come il Pinus armandii coabitano con betulle (Betula spp.) e altri membri della famiglia della quercia (Quercus spp., Carpinus spp.).
Ancora più in alto (2600-3000 m), si trovano le associazioni subalpine di abeti (Abies fargesii e Abies chensiensis, endemico della regione), larici (Larix chinensis) e betulle (Betula spp.), con rododendri (Rhododendron fastigiatum) che abbondano nel sottobosco.

## Fauna

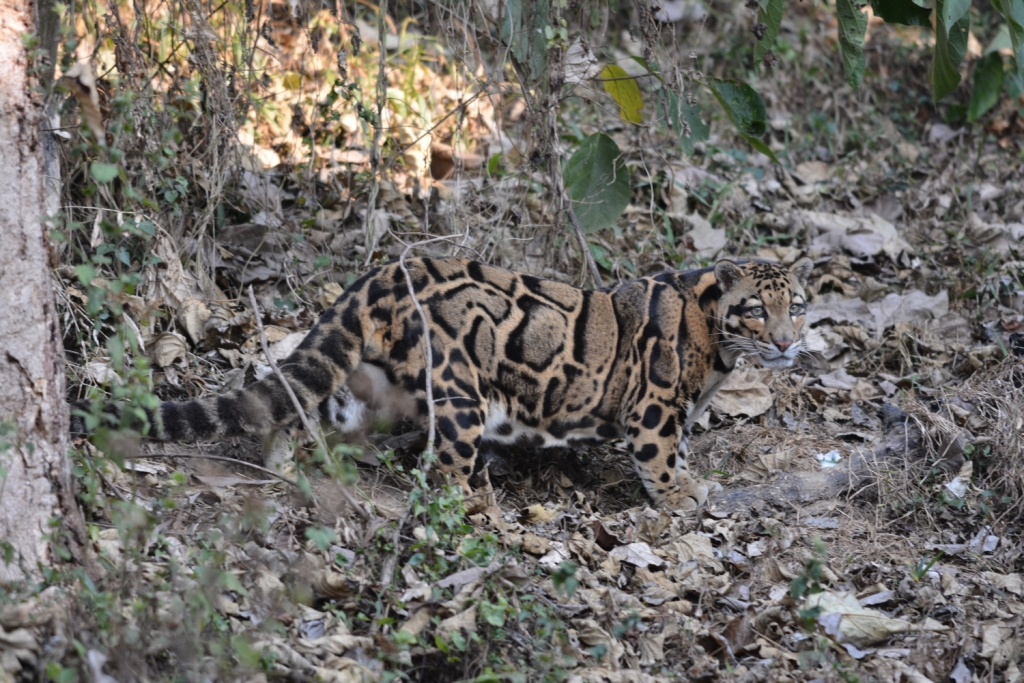
Un esemplare di leopardo nebuloso (Neofelis nebulosa)

In questa regione si trovano alcune delle specie di mammiferi più rare e caratteristiche della Cina. Fra questi il panda gigante, il rinopiteco dorato (Rhinopithecus roxellana) e il takin (Budorcas taxicolor). Altre due specie rare presenti nell'ecoregione sono il panda rosso (Ailurus fulgens) e il leopardo nebuloso (Neofelis nebulosa).
La fauna avicola è in linea con quella delle foreste temperate, con varie specie di Parus, Certhia e Sitta. I taxa indomalesi, come i Timaliidi, abbondanti a sud, sono molto ridotti in questa regione.

## Popolazione
L'ecoregione delle foreste decidue dei monti Qin Ling si trova in una delle aree montuose più note della Cina centrale, ma la densità della popolazione umana varia fortemente tra le valli, le aree collinari e le zone di alta quota. Le pianure e le valli ai piedi dei monti Qin Ling, soprattutto lungo i grandi corsi d'acqua come il Wei He e il fiume Han, sono da millenni tra le regioni più densamente popolate e coltivate della Cina, con centri urbani storici di grande importanza come Xi'an (antica Chang'an), situata proprio a nord della catena montuosa. In queste aree la pressione demografica, l'agricoltura intensiva e la presenza di infrastrutture sono elevatissime, mentre i rilievi montuosi veri e propri risultano meno abitati, con una popolazione costituita prevalentemente da piccoli villaggi e comunità rurali dedite all'agricoltura, all'allevamento e, storicamente, al taglio del legname e alla raccolta di prodotti forestali.
Nei villaggi montani la densità di popolazione cala rapidamente con l'aumentare dell'altitudine, soprattutto nelle aree più impervie e boschive, dove la presenza umana è limitata da condizioni climatiche rigide, scarsità di terre coltivabili e difficoltà di accesso. Nelle zone più alte, in prossimità delle riserve naturali e delle aree di maggiore valore ecologico, la presenza umana è oggi ulteriormente limitata dalle politiche di tutela ambientale e dal divieto di deforestazione, ma le attività tradizionali di raccolta, pascolo e talvolta bracconaggio sono ancora praticate.
L'elevato grado di frammentazione ambientale, la pressione esercitata dalle comunità rurali su alcune aree marginali e la storica dipendenza dall'utilizzo del bosco per risorse alimentari, legname e foraggio rappresentano tuttora delle criticità per la conservazione dell'ecoregione. Tuttavia, l'istituzione di numerose aree protette e i programmi di sviluppo rurale sostenibile mirano a bilanciare la sopravvivenza delle comunità locali con la necessità di tutelare una delle foreste temperate più ricche e importanti della Cina.

## Conservazione
La regione è considerata in pericolo critico. La principale preoccupazione e priorità riguarda la conservazione degli habitat naturali. Infatti lo sfruttamento commerciale dei boschi era una delle attività prevalenti nei monti Qinling prima del divieto di taglio degli alberi. Pertanto se tale divieto dovesse essere tolto queste foreste potrebbero andare distrutte in breve tempo.
Nell'area si trovano alcune importanti aree protette:
- riserva naturale di Foping, che ospita un'importante popolazione residente di panda giganti;
- riserva naturale del monte Taibaishan, sulla montagna sacra dei monti Qin, incentrata sulla tutela degli ecosistemi tipici delle foreste temperate di montagna.